# Diya (Islam)
Diya (arabisch دية) oder Blutgeld ist nach dem islamischen Recht (Fiqh) die Ausgleichszahlung, die im Falle einer Schädigung von Leib oder Leben einer Person von der Familie oder Sippe des Schädigenden an die Opferfamilie oder -sippe statt Wiedervergeltung gezahlt wird. Hierbei ist es unerheblich, ob die Schädigung vorsätzlich erfolgt ist oder nicht. Auch ein Mord kann lediglich mit einer Diya geahndet werden. Dieses Recht wird heute noch in verschiedenen islamischen Staaten angewandt, beispielsweise in Iran, in Saudi-Arabien oder den Vereinigten Arabischen Emiraten.
Der Opferfamilie muss nach islamischem Recht die Möglichkeit der Vergeltung angeboten werden. Dies kann durch Wiedervergeltung mit der gleichen Tat bis hin zur Hinrichtung des Täters geschehen. Die Familie des Opfers wird allerdings durch das islamische Recht dazu angehalten, darauf zu verzichten und stattdessen die Diya zu verlangen.

## Wertfestsetzung

### Klassisch-islamisches Recht
Die Höhe der Haftung für den einer Person angetanen Schaden ist nach dem klassisch-islamischen Recht durch die allgemeine Wertfestsetzung (taqauwum) der jeweiligen Person bestimmt. Wichtig ist hierbei der Grundsatz, dass nicht alle Personen als gleichwertig gelten. Der Wert des freien Mannes ist am größten. Nach dem klassischen islamischen Recht besteht bei ihm das volle Blutgeld aus 100 Kamelen, 1000 Dinar oder 10.000 Dirham.
Der Wert der Frau wird dementsprechend bei allen Ausgleichszahlungen auf die Hälfte dessen festgelegt, was bei einem Mann für die betreffenden Vergehen bezahlt würde. Der Wert von Sklaven drückt sich allein in ihrem Warenwert aus, der nicht gesetzlich festgelegt ist. Die Ungleichheit von Mann und Frau bei der Wertfestsetzung wurde von hanafitischen Gelehrten des Mittelalters entweder damit begründet, dass die Frau nicht die gleiche Fähigkeit zum Erwerb von Eigentum hat wie der Mann (anders als er hat die Frau in der Ehe kein Nutzungsrecht am Körper des Ehepartners), oder mit Verweis auf ihre geminderten Ansprüche im Erbrecht und den gemäß koranischer Festlegung geringeren Wert ihrer Zeugenaussage.
Für Nichtmuslime, die nicht im Gebiet des Islam leben, und die keinen Schutzbrief (Aman) haben, die so genannten Harbīs, ist kein Blutgeld zu entrichten, da ihre Tötung nach islamischem Recht zulässig ist.

### Gegenwart
Das Justizsystem des Iran veröffentlicht jährlich eine Blutgeld-Tabelle. Die Höhe hängt vom Monat des islamischen Kalenders und vom Geschlecht sowie der Religionszugehörigkeit des Opfers ab. Für Frauen ist dabei weniger zu bezahlen als für Männer, für Nichtmuslime weniger als für Muslime. Im Extremfall ist für einen Zoroastrier nur ein Zwanzigstel von dem zu bezahlen, was für einen Muslim zu bezahlen ist.
In den vier Haram-Monaten, in denen Kriege und Tötungen auf der Arabischen Halbinsel und später dann auch in der gesamten islamischen Welt vermieden werden sollten, wird das Blutgeld verdoppelt, während es für weibliche Opfer immer halbiert wird. Ursprünglich erhielten die Angehörigen von religiösen Minderheiten, die als Dhimmis nur eingeschränkte Rechte haben, ebenfalls nur die halbe Summe. Anfang 2004 wurde die Gesetzgebung geändert, sodass ihnen nunmehr der volle Betrag zusteht. Anfänglich vom Wächterrat zurückgewiesen, wurde die Gleichbehandlung dann vom Schlichtungsrat durchgesetzt.
In den Vereinigten Arabischen Emiraten ist das Blutgeld auf 200.000 AED (ca. 38.000 EUR; Wechselkurs Juli 2011) durch den Obersten Gerichtshof beschränkt. Eine Vielzahl Einheimischer hat eine Versicherung abgeschlossen, die das Blutgeld zahlt, falls der Täter finanziell nicht dazu in der Lage ist. Dies rührt daher, dass 75 % der Bevölkerung Gastarbeiter mit sehr geringen Einkommen (300–600 EUR/Monat) sind und sich die emiratischen Familien damit absichern wollen.

## Die Ghurra als Sonderform der Diya
Eine Sonderform der Diya ist die sogenannte Ghurra. Sie wird bei der Verursachung der Frühgeburt eines toten Kindes durch die Verletzung einer Schwangeren fällig. Die Ghurra beträgt ein Zwanzigstel der Diya und ist die grundsätzliche Bestrafung für eine Abtreibung. Die Diya wird nur dann fällig, wenn der Embryo aufgrund eines Eingriffes lebendig aus dem Körper austritt und danach verstirbt. Tritt der Embryo dagegen bereits tot aus dem Körper aus, so ist nur die Ghurra zu zahlen.

## Belege
1. ↑  Bergsträsser: Grundzüge des Islamischen Rechts. 1935, S. 105f.
2. ↑  Vgl. Johansen: „Eigentum, Familie und Obrigkeit im Hanafitischen Strafrecht“. 1999, S. 361–366.
3. ↑  Bergsträsser: Grundzüge des Islamischen Rechts. 1935, S. 106.
4. ↑  Vgl. Thomas Eich: Islam und Bioethik. Eine kritische Analyse der modernen im islamischen Recht. Wiesbaden 2005. S. 48.